# A Trança Feiticeira
A Trança Feiticeira (chinês tradicional: 大辮子的誘惑) é um filme macaense dos géneros drama romântico e ficção histórica, realizado e escrito por Cai Yuan-Yuan e Cai An-an, com base no romance homónimo do autor Henrique de Senna Fernandes e protagonizado por Ricardo Carriço e Ning Jing. Foi exibido na Mostra Internacional de Cinema de São Paulo em 1997.

## Elenco
- Ricardo Carriço como Adosindo[4]
- Ning Jing como Aling[4]
- Roberto Candeias como Florêncio
- Manuel Cavaco
- Filomena Gonçalves
- Tsing Yi

## Reconhecimentos
| Ano  | Prémios                                             | Categorias                     | Destinatários e nomeados | Resultado | Referências |
| ---- | --------------------------------------------------- | ------------------------------ | ------------------------ | --------- | ----------- |
| 1996 | Festival de Cinema da Universidade de Pequim        | Prémio do Júri de melhor atriz | Ning Jing                | Venceu    | [ 3 ]       |
| 1996 | Prémios dos Críticos de Cinema de Xangai            | Melhor atriz                   | Ning Jing                | Venceu    | [ 5 ]       |
| 1997 | Festival Internacional de Cinema da Figueira da Foz | Prémio Especial                | A Trança Feiticeira      | Venceu    | [ 6 ]       |